# Masaran
Masaran (arab. معصران) – miejscowość w Syrii, w muhafazie Idlib. W 2004 roku liczyła 8334 mieszkańców.